# Albertine Flore Um
Albertine Flore Um, née le 17 août 1989 à Douala, est une haltérophile camerounaise.

## Carrière
Albertine Flore Um est médaillée de bronze à l'épaulé-jeté dans la catégorie des plus de 75 kg aux Championnats d'Afrique 2016 à Yaoundé.
Elle est ensuite médaillée de bronze des moins de 90 kg aux Jeux de la solidarité islamique de 2017 à Bakou.